# Rue Portaels
Pour les articles homonymes, voir Portaels.
La rue Portaels (en néerlandais : Portaelsstraat) est une rue bruxelloise de la commune de Schaerbeek

## Situation et accès
Cette voie débute place Eugène Verboekhoven et se termine boulevard Lambermont en passant par la rue Capronnier.
La numérotation des habitations va de 3 à 91 pour le côté impair et de 2 à 158 pour le côté pair.

## Origine du nom
La rue porte le nom d'un peintre belge, Jean-François Portaels, né à Vilvorde le 3 avril 1818 et décédé à Schaerbeek le 8 février 1895.

## Bâtiments remarquables et lieux de mémoire
- no 8 : Maison du Foyer Schaerbeekois
- no 24 : Église Sainte-Élisabeth
- no 160 : Maison passive[1]

## Galerie de photos

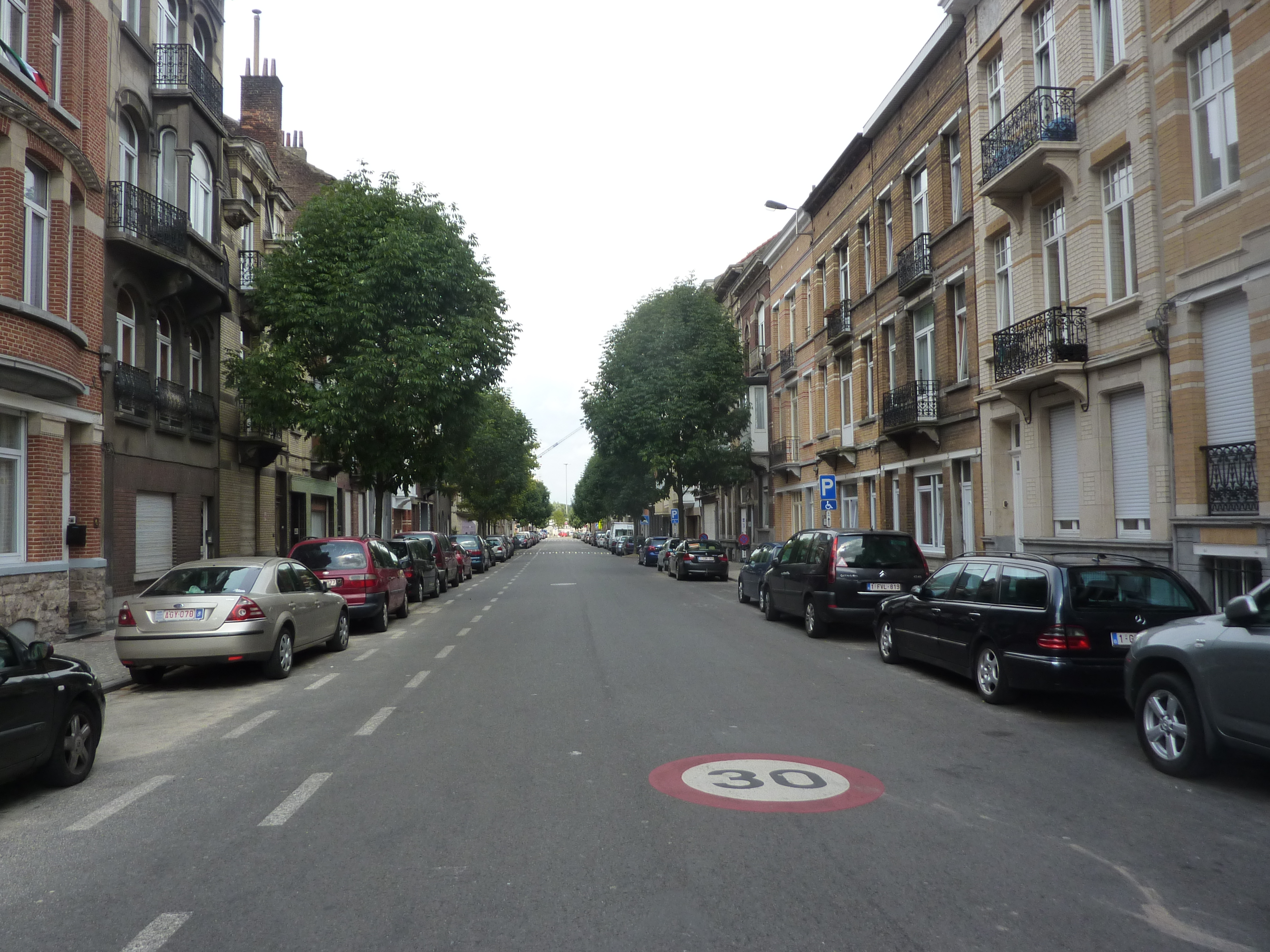
La rue Portaels est une zone 30
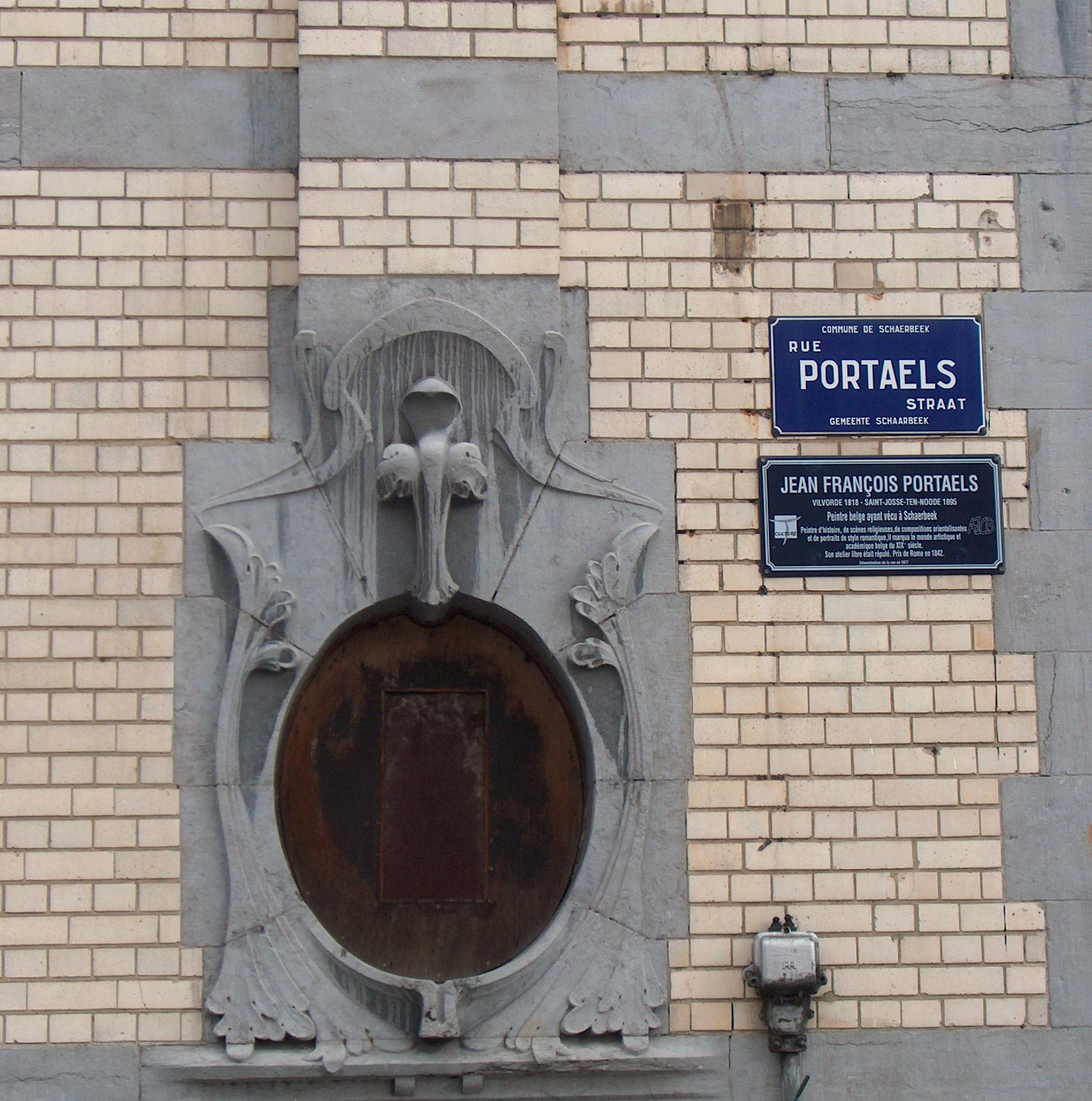
Plaque de rue
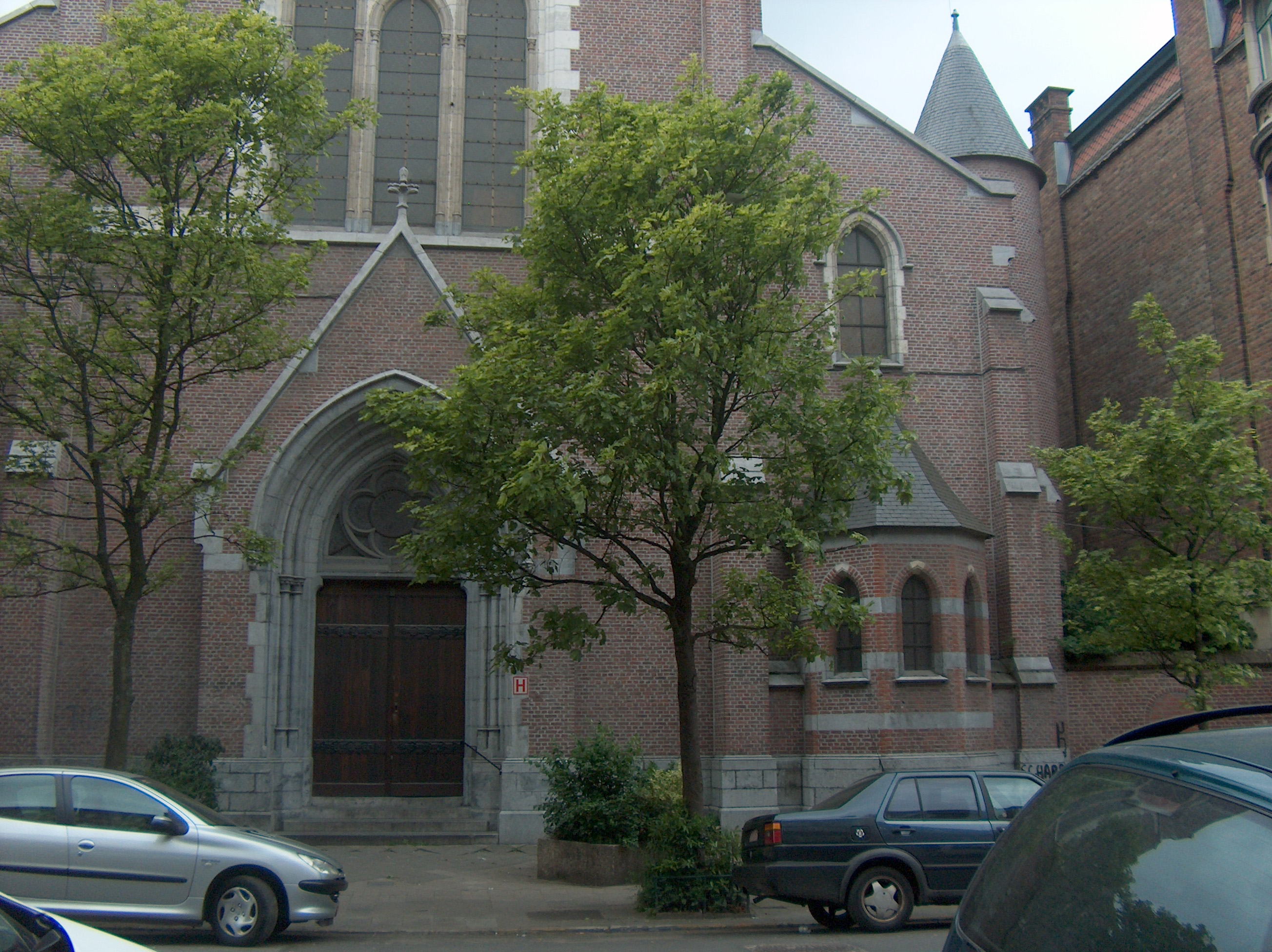
Église Sainte-Élisabeth